# Fantasy Records
Fantasy Records — звукозаписывающая компания, созданная братьями Максом и Солом Вайссами (англ. Max, Sol Weiss) в 1949 году в Сан-Франциско, Калифорния на основе предприятия Circle Record Company. Первые годы лейбл специализировался на джазовых релизах (Дэйв Брубек, Кэл Тьядер, Винс Гуральди); здесь впервые записался Ленни Брюс. К 1967 году владельцем компании стал Сол Заенц. Именно он подписал Creedence Clearwater Revival, группу, обеспечившую лейблу большой международный успех. 
В 2004 году Fantasy вошла в состав консорциума под руководством Нормана Лира, который и осуществил её слияние с Concord Records, превратив в Concord Music Group. Вскоре после этого Джон Фогерти, в течение многих лет находившийся в конфликте с Заенцом, перезаключил с лейблом контракт.